# Cicaverzum
A Cicaverzum 2023-as magyar romantikus vígjáték, amelynek rendezője Szeleczki Rozália. A főszerepben Törőcsik Franciska, Polgár Csaba, Udvaros Dorottya Csobot Adél, Alföldi Róbert és Tordai Teri lárható.
A filmet Magyarországon 2023. október 19-én a Fórum Hungary forgalmazásában mutatták be a mozikban.

## Cselekmény
A 30 éves Fáni a saját képzeletének világában rekedt. Mivel minden férfi halálát elképzeli akit vonzónak talál, soha nem tud szerelembe esni. Ám minden megváltozik, amikor egy beszélő fekete macska udvarolni kezd neki.

## Szereplők
- Törőcsik Franciska – Fáni
- Patkós Márton – a macska hangja
- Polgár Csaba – Mihály
- Udvaros Dorottya – Ági
- Csobot Adél – Zsanett
- Alföldi Róbert – főnök
- Tordai Teri – mama
- Martin Márta – Vilma néni
- Blahó Gergely – Zsanett férje
- Bán Bálint – Gergő
- Göndör László – Soma
- Kiss Tibor – apa
- Lestyán Attila – Jácint
- Friedenthál Zoltán – pap

## Forgatás
A filmet a Lupa Pictures gyártotta, nagyjából 118 000 000 forintból. A filmet a Fórum Hungary Kft. forgalmazta.

## Kritikák
A Cicaverzum megosztotta a kritikusokat, dicsérő és negatív kritikára is volt példa. A Telex ezt írta: "Beton.Hofi és Csobot Adél sem menti meg a magyar cicás filmet". A Magyar Hang kritikusa pozitívan vélekedett a filmről, a lap 2023. 42. számában (27. oldal): "Nagyon 2023-as film a Cicaverzum, tíz-húsz év múlva talán már nehezebben is lesznek érthetők bizonyos viccei. Összességében viszont időtálló, egyedi mű született, mely ott van számomra az idei év legjobb magyar munkái között."

## Nézettség, bevétel
A nézettségi adatok szerint 20 580 jegyet adtak el rá, és ezzel az eredménnyel mintegy 36 900 328 Ft bevételt termelt a jegypénztáraknál.

## Díjai
- Magyar Mozgókép Díj 2024
  - Legjobb női főszereplő – Törőcsik Franciska